# Family Guy: Back to the Multiverse
Family Guy: Back to the Multiverse é um jogo de ação-aventura que foi lançado para Microsoft Windows, PlayStation 3 e Xbox 360 em 20 de novembro de 2012, na América do Norte, 21 de novembro de 2012, na Austrália e 23 de novembro de 2012, na Europa. O jogo é baseado na série animada de televisão Family Guy, mais notavelmente o episódio "Estrada para o Metaverso", e é também uma continuação do episódio "The Big Bang Theory". Este jogo também apresenta Bertram( meio-irmão do Mal de Stewie ) que foi morto no show. Family Guy: Back to the Multiverse é o primeiro jogo de console de Family Guy, desde  Family Guy Video Game! no ano de 2006. Quando o jogo estava disponível para pré-encomenda, as pessoas que fizeram a pré-compra do jogo recebeu um nível especial, baseado em Aliens: Colonial Marines, outro jogo baseado em Aliens marca também pertence a 20th Century Fox.

## Jogabilidade
Os jogadores controlam Stewie Griffin e Brian Griffin em uma aventura que coloca-os contra Bertram( meio-irmão do mal de Stewie ) . De volta ao Metaverso o game usa recursos cooperativos e competitivos em modos multijogador construído em torno dos personagens. Níveis de desafio adicionais, mapas multiplayer, trajes, personagens de Family Guy são desbloqueados através de um jogo.

## Enredo
Nesta nova aventura, Bertram de um universo alternativo no qual Stewie nunca matou cria um multiverso, viajando pelo controle remoto e atravessa o universo para construir um exército que irá ajudá-lo a destruir Stewie. Quando Stewie e Brian decidem encontrar Bertram e matá-lo, o Narrador lança seu exército. Alguns membros deste exército são personagens da série de TV, tais como Ernie o Gigante Frango, Long John Pedro, o Mal Menor, a partir de "A Mão Que as Rochas que a Cadeira de rodas", Crippletron de "Refeições sobre Rodas", e de Santa Claus's que tem trabalho sobrecarregado e seus elfos de Natal de "Estrada para o Pólo Norte". Stewie e Brian seguem Bertram, através de sete diferentes universos, embora nem todos estes são baseados no Episódio "Estrada Para Meta Universo".
O primeiro universo em Stewie e Brian vão é um universo governado por gregos.
O segundo universo é aquele que é governado pelos Amish (a quem Bertram deu sementes de crescimento rápido em troca da promessa de que eles lhe construíram uma arma).
O terceiro universo é governado por pessoas paraplégicas.
O quarto universo é aquele em que todos são maus.
O quinto universo é onde os piratas se tornaram dominantes.
O sexto universo é onde não há nenhuma necessidade para Papai Noel desde que todos compra seus presentes de Natal.
O sétimo universo é onde a Terra é invadida por Galinhas Gigantes do Espaço Cideral.
Quando Stewie e Brian retornam ao seu universo em um aeroporto, Peter (que estava no navio de frangos preso) voltou com Ernie, o frango gigante, o inimigo de Peter, enquanto Stewie e Brian foram parar Bertram, Peter e Ernie( A Galinha Gigante ) Começão uma grande batalha, A batalha acaba quando Peter joga Ernie( A Galinha Gigante ) em um motor de avião destruindo-o em pedaços o que da a entender que Ernie foi morto. Depois do confronto, Peter então se afasta, sem saber que os olhos do Ernie( A Galinha Gigante ) estão aberto, o que significa que ele ainda está vivo.

## Recepção
Family Guy: Back to the Multiverse recebeu vários  comentários negativos. O GameRankings eo Metacritic deram a versão Xbox 360 42,35% e 39/100, a versão PlayStation 3 35,87% e 40/100 ea versão PC 25,00% e 42/100.
Andrew Reiner do Game Informer deu ao jogo um 4,5 de 10, dizendo que metade do jogo é feito excepcionalmente bem, enquanto a outra metade é o oposto.
IGN deu ao jogo uma pontuação ligeiramente mais alta de 6,0 fora de 10, indicando, "há muito para apreciar, mas nenhum dele batem suas peúgas fora."
Oficial Xbox Magazine UK não lhe deu uma pontuação final, em vez disso a sua revisão foi um questionário em que o leitor poderia marcar o jogo em si, com a pontuação final de dez sendo decidido por quantas caixas que marcou, a caixa final sendo "I Sou um imbecil espumante que não merece nada de valor em minha vida ". A revisão concluiu que o jogo era para "ninguém. Nem mesmo as pessoas que gostam do programa de TV" e "Estes escritores odeiam a humanidade". A única menção positiva dada do jogo foi "certamente parece a parte."